# 2023年11月逝世人物列表
2023年逝世人物列表：1月 - 2月 - 3月 - 4月 - 5月 - 6月 - 7月 - 8月 - 9月 - 10月 - 11月 - 12月
2023年11月逝世人物列表，是用于汇总2023年11月期间逝世人物的列表。

## 依日期排序

### 30日
- 馬精武，86岁，中國演員。[1]
- ，70歲，英國工黨政治人物，財政大臣（2007年—2010年），死於癌病。[2]
- 桑特·加亞爾多尼（義大利語：Sante Gaiardoni），84歲，義大利男子自由車運動員。[3]
- 掃羅山槍擊案及尤瓦爾·卡斯爾曼被殺事件遇害者：
  - 艾利米萊克‧沃瑟曼（希伯來語：אלימלך וסרמן），73歲，以色列拉比法庭拉比；
  - 哈娜·伊弗根（希伯來語：חנה איפרגן），67歲，以色列貝特謝梅什「哈達薩女子學校」校長；
  - 利維婭·迪克曼（希伯來語：ליביה דיקמן），24歲，以色列教師[4]；
  - 尤瓦爾·多倫·卡斯爾曼（希伯來語：יובל דורון קסטלמן，38歲，以色列律師[5]。

### 29日
- 亨利·（英語：Henry Kissinger），100岁，美国政治人物，前國務卿，共和党人。[6]
- 慈乘法师，69歲，韓國佛教僧侶，大韩佛教曹溪宗前总务院长。[7]
- 埃利奧特·厄威特（英語：Elliott Erwitt），95歲，法裔美國廣告和紀實攝影家。[8]
- 顧修全，73歲，香港心理學家。死於肺炎。[9]
- 山田太一（日语：山田太一 (脚本家)），89歲，日本編劇、小說家。[10]
- 野口泰弘，77歲，日本前排球運動員，曾是松下黑豹俱樂部成員。[11]
- 趙睿，38歲，中華人民共和國籍俄羅斯僱傭兵，參與俄羅斯入侵烏克蘭時戰死[12]。

### 28日
- 德德玛，76岁，中国女中音歌唱家，代表作有《美丽的草原我的家》《草原夜色美》等。[13]
- 庄群施，37岁，马来西亚艺人、歌手、演员，女团四个女生成員之一。死於腦動脈瘤破裂。[14]
- 查理·芒格（英語：Charles Thomas Munger），99歲，美國投資企業家，跨國企業副董事長。[15]
- 弗拉基米爾·扎瓦茨基（俄語：Владимир Завадский），45歲，俄羅斯軍人，陸軍少將，被己方地雷炸死[16]。
- 湯瑪斯·奧斯伯格（英語：Thomas Augsberger），60歲，德國裔美國製片人兼媒體顧問。[17]
- 約瑟普·喬拉克，80歲，克羅埃西亞男子摔跤運動員。[18]

### 27日
- 柯辰勳，20歲，台灣歌手，曾參加選秀節目《超級紅人榜》。[19]
- 維克多·J·肯帕（英语：Victor J. Kemper），96歲，美國攝影指導。[20]
- 麥可·拉特（英語：Michael Latt），33歲，美國電影行銷顧問及製片人。[21]
- 李寶光，102歲，中國女性政治人物。河南省委原書記。[22]

### 26日
- 古德生，86歲，中國採礦工程專家，中南大學教授，中國工程院院士。[23]
- 榊原良行（日語：榊原良行），74歲，日本前職業棒球選手、教練，前阪神虎隊、日本火腿鬥士隊選手，曾任台灣職業棒球兄弟象隊、業餘崇越科技棒球隊教練[24]。
- 馬龍，34歲，中國汽車網紅，死於交通意外。[25]
- 叶春生，84歲，中國民間文藝學家，曾任中山大學教授，中國民俗學會副理事長。[26]
- 谢庆庆，76岁，导演谢晋长女。[27]
- 李震中，96岁，中國经济学家，曾任中国人民大学副校长。[28]
- 千葉勇介（日语：チバユウスケ），55岁，日本男歌手，樂團「The Birthday」主唱。死於食道癌。[29]

### 25日
- 馬蒂·克羅夫特（英语：Sid and Marty Krofft），86歲，加拿大電視創作者和木偶師，死於腎衰竭。[30]
- 特里·維納布爾斯（英語：Terry Venables），80歲，英國足球員。[31]
- 马丁·洛克利（英語：Martin Lockley），73歲，英国威爾斯古生物学家[32]。
- 熱拉爾·科隆（英语：Gérard Collomb），76歲，法國政治人物，曾任參議員、內政部長、里昂市長[33]。
- 太田純，65歲，日本金融人物，三井住友金融集團社長兼執行長。死於胰臟癌。[34]

### 24日
- 范我存，92歲，台灣人，詩人余光中妻子。[35]
- 馬克·索普（英語：Marc Thorpe），77歲，美國視覺效果藝術家，死於帕金森氏症併發症[36]。
- 乔治·科恩（英語：George Cohon），86岁，加拿大商人、律师，加拿大麥當勞（英语：McDonald's Canada）与俄羅斯麥當勞创始人及前董事长。[37]

### 23日
- 法蒂瑪·貝維（英语：Fathima Beevi），96歲，印度政治人物、司法官，印度最高法院第一位女法官[38]。
- 曹春曉，89歲，中國材料學家。北京航空材料研究院研究員、博士生導師。[39]

### 22日
- 梅兆榮，89歲，中國政治人物、外交官。中国前驻德大使。[40]
- 埃马纽埃尔·勒鲁瓦·拉迪里（法語：Emmanuel Le Roy Ladurie），94岁，法国历史学家，年鉴学派代表人物之一。[41]
- 劉淑瑩，80歲，中國化學家，曾任九三學社吉林省委副主委、吉林省人大常委會委員，第十一屆全國政協委員。[42]
- 吳珅篁，60歲，台灣企業家，萬安生命集團榮譽董事長。[43]
- 崔以泰，88岁，中国临终关怀学科创始人，曾任天津医科大学党委书记。[44]
- 祝東，41歲，中國古代文化學家，暨南大學新聞傳播學院教授、博士生導師，病逝。[45]

### 21日
- 赫羅尼莫·薩維德拉（西班牙語：Jerónimo Saavedra），87歲，西班牙加那利群島政治家，西班牙工人社會黨黨員。曾兩任加那利群島自治政府主席。[46]

### 20日
- 威利·赫南德茲（西班牙語：Willie Hernández），69歲，波多黎各棒球運動員（底特律老虎隊、芝加哥小熊隊）。[47]
- 潘雅文（英语：Anthony Boam），91歲，英國陸軍將領，駐港英軍司令（1985年—1987年）。[48]
- 姬達爵士夫人（英語：Peggy, Lady Cater），97歲，英國及香港義工，已故香港布政司及首任總督特派廉政專員姬達爵士的遺孀。[49]

### 19日
- 馬尚仁，69歲，台灣歌手、警專教官。[50]
- 賴向華，56歲，台灣醫生，衛生福利部口腔健康司長。[51]
- 王明庥，91歲，中國工程院院士，中國林木遺傳育種學家，南京林业大学校長（1984—1992年）。[52]
- 羅莎琳·卡特（英語：Rosalynn Carter），96歲，美國心理健康活動家、美國第一夫人（1977—1981年）[53]。
- 喬思·艾克蘭（英语：Joss Ackland），95歲，英格蘭演員。[54][55]
- 柯列特·馬茲（英语：Colette Maze），109歲，法國鋼琴演奏家，108歲發行鋼琴演奏專輯，為當時世界最年長演奏家之一[56]。

### 18日
- 許文龍，95歲，台灣企業家，奇美集團創辦人。[57]
- 蕭言中，58歲，台灣漫畫家、舞台劇編劇、節目主持人。死於大腸癌。[58]
- 戴維·德爾特雷迪奇（英語：David Del Tredici），85歲，義大利裔美國作曲家。[59]
- 三木卓，88岁，日本作家、小说家、诗人。[60]
- 井川瑠音（日语：井川瑠音）， 31歲, 日本女演員，病逝。[61][62]

### 17日
- 格熱戈日·斯泰拉克（波蘭語：Grzegorz Stellak），72歲，波蘭男子賽艇運動員。[63]
- 梅爾·戈德曼（英語：Merle Goldman），92歲，美國歷史學家、現代中國研究者曾任波士頓大學教授，死於梅克爾細胞癌[64]。
- 查理·多米尼克（英語：Charlie Dominici），72歲，美國前衛金屬搖滾歌手，「夢劇場」（Dream Theater）樂團主唱 (死亡宣布日期)[65]。

### 16日
- A·S·拜厄特女爵士（英語：Dame A. S. Byatt），87歲，英國小說作家（《佔有》）。[66]
- 山度禮，63歲，澳門政治人物，房屋局局長（2016—2023），病逝。[67]
- 丁劍平，66歲，中國金融學者，上海國際經濟研究院理事長、中國民主同盟盟員、上海財經大學金融學院教授。[68]
- 卡爾·唐布雷（Karl Tremblay），47歲，加拿大歌手，魁北克省著名樂隊歡快牛仔（Les Cowboys fringants）主唱。死於前列腺癌。[69]
- 全壽換（전수환），57歲，韓國舞台劇男演員。[70]
- 華學佳勳爵（英語：The Lord Walker of Gestingthorpe），85歲，英國法官，曾任聯合王國最高法院法官、上議院常任上訴法官、香港特別行政區終審法院非常任法官。[71]
- 菊地創，44歲，日本作曲家，編曲家，音樂製作人。樂團eufonius成員。死於急性心臟衰竭。[72][73]

### 15日
- 木村仁，89岁，日本政治人物。原參議院議員，消防廳長官，自治大學校長。防災情報機構顧問。[74][75]
- 莫哈末蘇海米，43歲，馬來西亞歌手，伊斯蘭樂團“Inteam”前成員。[76]
- 唐琥（原名：廖海平），84岁，新加坡电视艺人。[77]
- 刘曼弘，68岁，马来西亚音乐家、作曲家。[78]
- 明学昌，69岁，缅甸果敢政治人物，中华人民共和国通缉犯。[79]
- 池田大作，95歲，日本宗教界人物，創價學會榮譽會長，第三任會長，公明黨前身「公明政治聯盟」創辦人。[80][81]
- 曹學成，77歲，中國政治人物，曾任山東省體育運動委員會主任，山東省人大常委會副主任。[82]

### 14日
- 蘇布拉塔·羅伊（英語：Subrata Roy），75岁，印度企業家， Sahara India Pariwar集團創辦人[83]。
- 阿瑟·帕金，71岁，紐西蘭男子曲棍球運動員。[84]
- 吳長勳，47歲，韓國男歌手，雙人男團「One Two」成員。死於大腸癌。[85]

### 13日
- 玛丽安娜·特朗普（英語：Maryanne Trump），86岁，美國律師、聯邦法官，美國前總統唐納·川普胞姊。[86]
- 秦裕琨，90岁，中国工程院院士，哈尔滨工业大学原副校长。[87]
- 李義弘，82歲，臺灣現代水墨畫家。[88]
- 蔡建仁，70歲，臺灣社會運動人士、學者、新聞工作者，曾任台灣立報總主筆、世新大學社會發展研究所教授[89]。
- 吉姆·索斯沃斯（英語：Jim Southworth），56歲，英國動畫師，拉瑞安工作室首席動畫師。死於癌症。（訃聞公佈日期）[90]

### 12日
- 楊寶璋，98歲，中國相声名家。[91]
- 钟万勰，89歲，中國計算力學專家，大連理工大學教授，中國科學院院士。[92]
- 海倫娜·皮萊伊奇克（波蘭語：Helena Pilejczyk），92歲，波蘭女子速度滑冰運動員。[93]
- 王同琢，79歲，中國人民解放軍將領、中國人民解放軍中將。[94]
- 唐納德·沃爾什，92歲，美國海洋學家，探險家和海洋政策專家。[95]
- KAN，61歲，日本男性創作歌手、作曲家。死於梅克爾氏憩室癌。[96]
- 伊莉諾·奧托（英语：Elinor Otto），104歲，C-17飛機鉚接工人，獲頒美國空軍終身成就獎 2017（英语：Air & Space Forces Association）的首位平民，更是美國勞動女性的愛國表率[97]。

### 11日
- 若林正俊（日語：若林 正俊），89歲，日本政治人物，曾任農林水產大臣，環境大臣，參議院議員（長野縣選區）。[98]
- 迪米特里耶·波佩斯庫（羅馬尼亞語：Dimitrie Popescu），62歲，羅馬尼亞男子賽艇運動員。[99]
- 卡雷爾·施瓦岑貝格（德語：Karel Schwarzenberg），85歲，捷克政治人物，現任眾議員、傳統、責任、繁榮黨領導人，捷克外長（2010年7月—2013年7月），曾擔任參議員。[100]
- 車徑行，51歲，中國電影導演，代表作《土地和農民的故事》獲加拿大世界華文傳媒「最佳故事片導演獎」。[101]
- 李牧之，50歲，中國政治人物，西藏自治區林芝市人大常委會原副主任。[102]
- 拉菲爾·迪華文拿，28歲，迦納男子職業足球運動員。[103]

### 10日
- 細田博之（日語：細田 博之），79歲，日本政治人物，曾任日本眾議院議長、內閣官房長官、自由民主黨幹事長等職，多重器官衰竭病逝。[104]
- 約翰尼·魯福（英语：Johnny Ruffo），35歲，澳洲男歌手及演員，2012年《與星共舞》第十二季冠軍，腦癌。[105]
- 達尼洛·阿斯托里（英语：Danilo Astori），83歲，烏拉圭政治人物，在何塞·穆希卡總統任內（2010—2015年）擔任副總統，呼吸衰竭病逝[106]。
- 費布里·安西亞，24歲，印尼衝浪運動員，死於交通意外。[107]
- 马坦·梅尔（Matan Meir），38歲，以色列製作人兼軍人，軍階少校，在以巴戰事中誤觸詭雷陷阱戰死。[108]
- 饶欣龙，47歲，新加坡政治人物，前後港區國會議員，在北京晨跑时心臟病發身亡。[109]

### 9日
- 李美金，97歲，中國人，原二战时期日军慰安妇制度受害幸存者，纪录片《二十二》最后在世者。[110]
- 大橋純子（日語：大橋 純子），73歲，日本女歌手，死於食道癌及乳癌。[111]

### 8日
- 文擊，105歲，中華人民共和國軍事人物，中國人民解放軍少將。曾任全國人大代表，全國政協委員等職。[112]
- 劉英茂，93歲，臺灣大學心理學系教授。[113]
- 黄小沣，网名“仲尼”，35岁，中国网红。[114]
- 金娜喜，24歲，韓國創作女歌手。[115]
- 田淵義久，91歲，日本企業家，曾任野村證券社長。死於肺炎。[116]
- 瓦倫蒂娜·波諾馬廖娃（英语：Valentina Ponomaryova），90歲，俄羅斯前蘇聯太空人，最早入选蘇聯太空計劃的五位女性太空人之一。[117]
- 何載，104歲，中國政治人物，中共中央組織部原秘書長，第六、七屆全國政協委員。[118]

### 7日
- 施敏，87歲，美籍台灣半導體學者、中央研究院第二十屆院士、曾任職貝爾實驗室及國立交通大學電子工程系教授。[119]
- 亨納迪·查斯佳科夫（烏克蘭語：Геннадій Частяков），39歲，烏克蘭軍人，陸軍總司令扎卢日内親信。手榴彈爆炸身亡。[120]
- 王宇信，83歲，古文字学家（甲骨文）和历史学家，中國社會科學院榮譽學部委員（2011年起）。[121]
- 賈奇勳爵（英语：Igor Judge, Baron Judge），82歲，英國法官，英格蘭及威爾斯首席法官（2008年—2013年）。[122]
- 弗蘭克·博爾曼（英語：Frank Borman），95歲，前美國空軍少校及NASA太空人，以執行首次環繞月球的阿波羅8號任務而聞名。[123]

### 6日
- 安東尼·馬蒂，60歲，安道爾政治人物，曾任安道爾首相。[124]。
- 肖恩·馬丁（英語：Sean Martin），26歲，英國音樂人，獨立樂團「夜间咖啡馆（英语：The Night Café (band)）」主唱兼吉他手。[125]
- 范疇，68歲，台灣政論作家。[126]。
- 達雷爾·莫賴斯（葡萄牙語：Darlyn Morais），28歲，巴西男歌手。[127]
- 三浦德子，75歲，日本女性作詞家。[128]

### 5日
- 埃文·埃林森（英語：Evan Ellingson），35岁，美国男演员。[129]
- 胡安·福馬龍（Juan Jumalon），57歲，菲律賓94.7 Gold FM Calamba電台DJ，被槍殺身亡。[130]
- 張貽俠，93歲，中國礦床學家，曾任長春地質學院（現為吉林大学地球科学学院）院長。[131]
- 杜秀英（Kwalrimi．Palrimuday），99歲，台灣魯凱族「手紋文化」保存者。[132]

### 4日
- 和光晴生，75歲，日本左翼激進主義者，前日本赤軍成員。[133]。
- 保利耕輔，89歲，日本政治人物，曾任文部大臣，自治大臣，國家公安委員會委員長，眾議員，自民黨政務調查會長等職[134][135]。

### 3日
- 劉志雄，54歲，台灣電視節目製作人。[136]
- 周鐵農，85歲，中華人民共和國政治人物，曾任全国人大常委会副委员长，政協全国委员会副主席，民革中央委员会主席。[137]
- 歐雷格·普羅托波波夫（俄語：Оле́г Алексе́евич Протопо́пов），91歲，前蘇聯花式滑冰雙人滑運動員。[138]
- 溫詩鑄，91歲，中國機械學專家，中国科学院院士。[139]
- 汪忠鎬，86歲，中國血管外科學家，中国科学院院士。[140]
- 金雲輝，90歲，中華人民共和國政治人物，曾任新疆維吾爾自治區人民政府副主席，全國人大代表，全國政協委員。[141]
- 马蒂·雷乌纳迈基（芬蘭語：Matti Reunamäki），83歲，芬兰男子冰球运动员。[142]。
- 羅伯特·巴特勒（英語：Robert Stanton Butler），95歲，美國電視、電影導演[143]。

### 2日
- 韋偉，101歲，中國女演員。[144]
- 馮英騏，43歲，香港輪椅擊劍運動員。[145]
- 沃尔特·戴维斯（英語：Walter Davis），69歲，美國前男子職業籃球運動員。[146]
- 尤里·哈圖耶維奇·捷米爾卡諾夫（俄語：Ю́рий Хату́евич Темирка́нов），84歲，俄羅斯指揮家。[147]
- 楊琪敏，99歲，中國女演員，曾於1982年版《西遊記》電視劇中飾演「毗藍婆菩薩」。[148]
- 山脇幸人（日語：山脇 幸人），31歲，日本古典音樂指揮家。[149]
- 北濱晴子（日語：北浜 晴子），85歲，日本女聲優。[150]
- 王國強，73歲，香港政治人物，商人及建築工程師，金城營造集團主席，曾任九龍城區議會主席、香港廣東社團總會主席、全國政協委員。[151]

### 1日
- 陳慧翎，48歲，台灣女導演，五度獲得台灣電視金鐘獎。[152]
- 鮑勃·奈特（英語：Bob Knight），83歲，美國籃球教練。[153]
- 凌音，本名廖瑞韻，74歲，台灣女演員，曾演出《長白山上》、《包青天》、《台灣奇案》等連續劇。[154]
- 宋秉文，70歲，台灣神經醫學及罕見疾病醫師。[155]
- 阿迪·巴爾坎（英语：Ady Barkan），39歲，猶太裔美國律師、全民醫療保險倡議者，肌萎縮性脊髓側索硬化症病逝[156]。